# Fetus in fetu

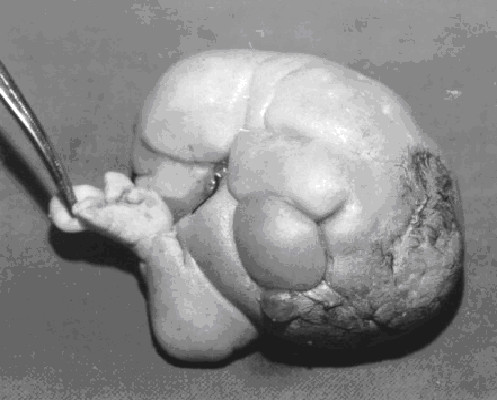
Ett bortopererat fetus in fetu.

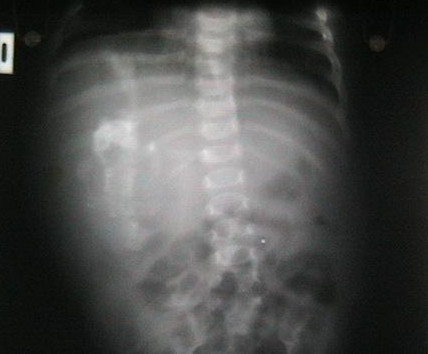
Ett fetus in fetu hos ett barn.

Fetus in fetu eller endadelphos, är förekomsten av ett litet, missbildat foster inuti ett annat. Det inneslutna fostret saknar förutsättningar att leva.
Fenomenet beskrevs första gången under sent 1700-tal av Johann Friedrich Meckel. Ungefär 70 fall finns beskrivna, och incidensen uppskattas till 1 per 500 000 foster. Den gängse definitionen av fetus in fetu formulerades 1935 av Willis, att det är en ojämställd blastocystisk delning av den inre cellmassan som kommit att innefattas inuti ett mognande systerembryo.
Fetus in fetu kan beroende på medicinsk specialitet definieras på flera sätt. Onkologiskt kan det betraktas som en godartad teratom. Det kan också betraktas som en outvecklad tvilling. För att definieras som fetus in fetu, krävs att teratomet har åtminstone antydan om ett skelett, vanligen att den har egen hud, och början till blodomlopp. Den kan också ha antydan om fosterhinna och extremiteter (armar eller ben), samt yttre könsorgan. Betraktad som tvilling, är den en enäggstvilling, eller kromosomalt avvikande  siamesisk tvilling, som inte utvecklat eget hjärt- och kärlsystem och egen hjärna. Betraktad som ett teratom, är den en högutvecklad och väldifferentierad tumör.
Fetus in fetu påträffas oftast bakom bukhinnan (retroperitonealt), men det finns fallbeskrivningar när den påträffats i hjärnan, i pungen, och i äggstocken. I ett fall från 1949 bestod en hjärntumör av fem fetus in fetu.
Storleken på fetus in fetu kan variera. En 47-årig man fick på 1990-talet en sådan bortopererad från bukhinnan, vars benstruktur mätte 10 cm och cellmassan som sådan 20 cm, en 16-årig pojke hade en fetus in fetu som vägde 2 kg, och en treårig flicka en som vägde 0,5 kg. Det finns undantagsvis fall beskrivna, när fetus in fetu vuxit efter förlossningen, och där maligna tumörer uppstått på samma ställe som fetus in fetu blivit avlägsnad.